# Брансвік (Міссурі)
Брансвік (англ. Brunswick) — місто (англ. city) в США, в окрузі Черітон штату Міссурі. Населення — 801 особа (2020).

## Географія
Брансвік розташований за координатами 39°25′38″ пн. ш. 93°7′38″ зх. д. / 39.42722° пн. ш. 93.12722° зх. д. (39.427184, -93.127184).  За даними Бюро перепису населення США в 2010 році місто мало площу 3,24 км², з яких 3,11 км² — суходіл та 0,13 км² — водойми.

## Демографія
Згідно з переписом 2010 року, у місті мешкало 858 осіб у 379 домогосподарствах у складі 223 родин. Густота населення становила 265 осіб/км².  Було 491 помешкання (151/км²).
Расовий склад населення:
| - 88,8 % — білих - 9,1 % — чорних або афроамериканців - 0,1 % — корінних американців |

До двох чи більше рас належало 1,9 %. Частка іспаномовних становила 0,2 % від усіх жителів.
За віковим діапазоном населення розподілялося таким чином: 22,5 % — особи молодші 18 років, 50,1 % — особи у віці 18—64 років, 27,4 % — особи у віці 65 років та старші. Медіана віку мешканця становила 47,7 року. На 100 осіб жіночої статі у місті припадало 92,4 чоловіків;  на 100 жінок у віці від 18 років та старших — 87,9 чоловіків також старших 18 років.
Середній дохід на одне домашнє господарство  становив 40 871 долар США (медіана — 29 777), а середній дохід на одну сім'ю — 50 255 доларів (медіана — 37 500). Медіана доходів становила 32 500 доларів для чоловіків та 22 813 долари для жінок. За межею бідності перебувало 20,5 % осіб, у тому числі 28,8 % дітей у віці до 18 років та 12,4 % осіб у віці 65 років та старших.
Цивільне працевлаштоване населення становило 341 осіб. Основні галузі зайнятості: освіта, охорона здоров'я та соціальна допомога — 25,8 %, роздрібна торгівля — 18,2 %, будівництво — 12,0 %, фінанси, страхування та нерухомість — 8,5 %.